# Ostojićevo
Ostojićevo (serbocroata cirílico: Остојићево; húngaro: Tiszaszentmiklós; eslovaco: Ostojičovo; alemán: Sankt Nikolaus an der Theiß) es un pueblo de Serbia perteneciente al municipio de Čoka en el distrito de Banato del Norte de la provincia autónoma de Voivodina.
En 2011 tenía 2844 habitantes. Algo más de la mitad de la población está formada por serbios étnicos y otra cuarta parte de los habitantes son magiares. Hay además una pequeña minoría de eslovacos.
Se conoce la existencia de la localidad desde 1280. Antes de la invasión otomana era un pueblo habitado por una mayoría de magiares y una importante minoría de serbios, pero tras la llegada de los otomanos quedó abandonado y en 1582 solamente quedaban cinco pastores serbios viviendo aquí. El asentamiento actual fue repoblado a partir del siglo XVII por personas procedentes de muy diversos lugares del Imperio Habsburgo. Recibió su topónimo actual en 1947 en honor al escritor Tihomir Ostojić, un destacado miembro de la Matica srpska originario de este pueblo.
Se ubica en la periferia meridional de Čoka, a orillas del río Tisza, sobre la carretera 13 que lleva a Kikinda.